# 미사일 기술 통제 체제
미사일 기술 통제 체제(Missile Technology Control Regime, MTCR)은 34개국이 가입한 미사일 기술의 확산을 방지하기 위한 국제조약이다.

## 역사
1987년 4월 캐나다, 프랑스, 독일, 이탈리아, 일본, 영국, 미국에 의해 조약이 만들어졌으며 Richard H. Speier 박사가 조약안을 작성했다.
원래는 탄두중량 500kg에 사거리 300 km를 초과하는 "핵무기"를 위한 무인 운반 시스템의 확산을 막기 위해 만들어졌으나 1992년 7월에 오슬로에서 열린 연차 회담에서, 탄두중량 500kg에 사거리 300km를 초과하는, "모든 대량살상무기"를 위한 무인 항공기(UAV)의 기술 수출을 금지하는데 동의했다.
"MTCR 장비, 소프트웨어, 기술 부속서"에서 두 가지 카테고리로 나뉘어서 세부적인 규제를 하고 있다. 미사일 기술 통제 체제는 탄도 미사일에 대해서는 사거리 300km, 탄두 중량 500kg으로 제한하나, 순항 미사일에 대해서는 탄두 중량 500kg 이하만 요구할 뿐 사거리는 제약하지 않는다. 핵탄두의 최소 중량이 500kg이기 때문에 이러한 제약이 생겨났다.

대한민국은 김대중 대통령 정권인 2001년 3월 26일에 가입하여 33번째 회원국이 되었다.

## 러시아

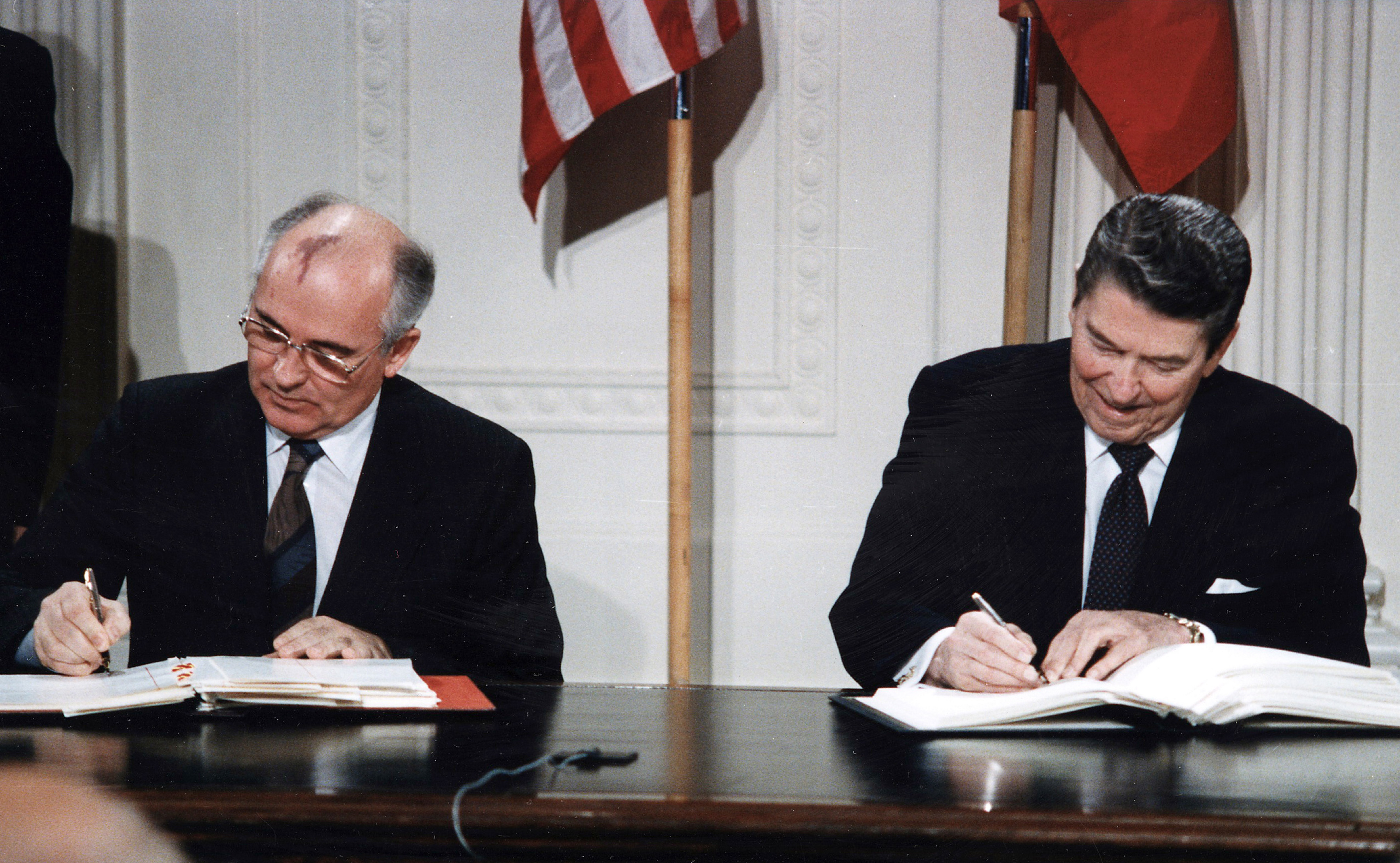
1987년 12월 8일, 미국의 레이건 대통령과 소련의 고르바초프 서기장이 백악관의 이스트룸에서 INF 조약에 서명하고 있다.

2022년 러시아의 우크라이나 침공에서, 러시아가 북한제 KN-23 탄도미사일을 수입해서 대량으로 발사했다. 사거리 900 km 탄도미사일의 수출입은 1987년 체결된 MTCR 위반이다. 러시아는 1995년 가입국이다.
이와 관련해서, 러시아는 KN-23의 원형이라는 이스칸데르 미사일을 배치해, 1987년 체결된 INF 조약을 위반했고, 이에 미국이 INF 종료를 선언했다.
만약 INF 조약과 같은 수순이라면, 곧 미국이 MTCR 종료를 선언할 것으로 추측할 수 있다.
MTCR과 INF 조약은 모두 1987년 미국 공화당 레이건 대통령이 만든 조약이다. 냉전이 끝나고 탈냉전으로 진입하는 상징적인 조약들이다.
탄두중량 500kg에 사거리 300km의 탄도미사일은, 1987년 당시에는 핵미사일의 최소한의 기준이었다.
그러나 2024년 현재, GPS 정밀유도기술의 발달로, 1000 km 이상의 재래식 탄도미사일 단 한 발로, 정확하게 전략적인 목표물인 시설을 파괴할 경우, 미사일 가격 보다 훨씬 고가치의 목표물 파괴가 가능해졌다. 1987년에는 GPS 정밀유도라는 기술이 없었다.
또한, 패트리어트 등 미사일 방어 기술이 발달했다. 이에 따라 회피기동을 하는 탄도미사일 개발이 추세인데, 회피기동을 하려면 사거리 300 km 제한을 쉽게 넘어선다. 북한제 KN-23 탄도미사일도 회피기동을 한다고 알려져 있다.

## 회원국

미사일 기술 통제 체제에 가입한 34개 회원국

미사일 기술 통제 체제에 34개국 회원국이 가입되어 있다.
- 독일, 1987
- 미국, 1987
- 영국, 1987
- 이탈리아, 1987
- 일본, 1987
- 캐나다, 1987
- 프랑스, 1987
- 노르웨이, 1990
- 네덜란드, 1990
- 덴마크, 1990
- 룩셈부르크, 1990
- 벨기에, 1990
- 스페인, 1990
- 오스트레일리아, 1990
- 뉴질랜드, 1991
- 스웨덴, 1991
- 오스트리아, 1991
- 핀란드, 1991
- 그리스, 1992
- 스위스, 1992
- 아일랜드, 1992
- 포르투갈, 1992
- 아르헨티나, 1993
- 아이슬란드, 1993
- 헝가리, 1993
- 남아프리카공화국, 1995
- 러시아 연방, 1995
- 브라질, 1995
- 터키, 1997
- 폴란드, 1997
- 우크라이나, 1998
- 체코, 1998
- 대한민국, 2001
- 불가리아, 2004

## 같이 보기
- 대한민국의 탄도 미사일 개발